# Comté de Hutchinson (Dakota du Sud)
Pour les articles homonymes, voir Comté de Hutchinson.
Le comté de Hutchinson est un comté situé dans l'État du Dakota du Sud, aux États-Unis. En 2010, sa population est de 7 383 habitants. Son siège est Olivet.

## Histoire
Créé en 1862, le comté est nommé en l'honneur de John S. Hutchinson, premier secrétaire du territoire du Dakota.

## Villes du comté
- Cities :
  - Freeman
  - Parkston
- Towns :
  - Dimock
  - Menno
  - Olivet
  - Tripp
- Census-designate places :
  - Kaylor
  - Milltown

## Démographie
Selon l'American Community Survey, en 2010, 86,77 % de la population âgée de plus de 5 ans déclare parler l'anglais à la maison, 11,67 % l'allemand, 1,23 % l'espagnol et 0,33 % une autre langue.
| 1870 | 1880  | 1890   | 1900   | 1910   | 1920   |
| ---- | ----- | ------ | ------ | ------ | ------ |
| 37   | 5 573 | 10 469 | 11 897 | 12 319 | 13 475 |

| 1930   | 1940   | 1950   | 1960   | 1970   | 1980  |
| ------ | ------ | ------ | ------ | ------ | ----- |
| 13 904 | 12 668 | 11 423 | 11 085 | 10 379 | 9 350 |

| 1990  | 2000  | 2010  | - | - | - |
| ----- | ----- | ----- | - | - | - |
| 8 262 | 8 075 | 7 343 | - | - | - |